# 4435 Holt
4435 Holt (1983 AG2) là một tiểu hành tinh bay qua Sao Hỏa được phát hiện ngày 13 tháng 1 năm 1983 bởi Carolyn S. Shoemaker ở Đài thiên văn Palomar.